# Трой Мерфі
Трой Брендон Мерфі (англ. Troy Brandon Murphy; нар. 2 травня 1980) — американський професійний баскетболіст. Вільний агент; останній клуб, за який він виступав — «Лос-Анджелес Лейкерс». Позиція — важкий форвард або центровий.

## Кар'єра в НБА
Мерфі був обраний на драфті 2001 під 14 номером клубом «Голден-Стейт Ворріорс».
У дебютному сезоні Мерфі взяв участь у всіх 82 іграх регулярної першості, але лише у 4 з них він виходив у стартовій п'ятірці.
У сезоні 2002-03 Мерфі значно покращив свої показники, він набирав у середньому дабл-дабл за гру та посів друге місце у голосуванні за звання найпрогресивнішого гравця року.
У сезоні 2003-04 через низку травм Мерфі взяв участь лише у 28 іграх.
Протягом наступних 2 сезонів Мерфі набирав у середньому дабл-дабл за гру.
17 січня 2007 Трой перейшов у «Індіану Пейсерз».
11 серпня 2010 «Пейсерз» обміняли Мерфі у «Нью-Джерсі Нетс».
23 лютого 2011 Трой перейшов у «Воррірз».
2 березня 2011 Мерфі підписав контракт із «Бостон Селтікс». У цей же день він дебютував у складі нової команди. 22 квітня 2011 Трой Мерфі вперше за кар'єру взяв участь у грі плей-оф НБА.
17 грудня 2011 Трой підписав контракт із «Лейкерс».

### Статистика кар'єри в НБА

#### Регулярний сезон
| Сезон   | Команда               | GP  | GS  | MPG  | FG%  | 3P%  | FT%  | RPG  | APG | SPG | BPG | PPG  |
| ------- | --------------------- | --- | --- | ---- | ---- | ---- | ---- | ---- | --- | --- | --- | ---- |
| 2001–02 | Голден-Стейт Ворріорс | 82  | 4   | 17.7 | .421 | .333 | .776 | 3.9  | .9  | .4  | .3  | 5.9  |
| 2002–03 | Голден-Стейт Ворріорс | 79  | 79  | 31.8 | .451 | .214 | .841 | 10.2 | 1.3 | .8  | .4  | 11.7 |
| 2003–04 | Голден-Стейт Ворріорс | 28  | 0   | 21.8 | .440 | .294 | .750 | 6.2  | .7  | .4  | .6  | 10.0 |
| 2004–05 | Голден-Стейт Ворріорс | 70  | 69  | 33.9 | .414 | .399 | .730 | 10.8 | 1.4 | .8  | .5  | 15.4 |
| 2005–06 | Голден-Стейт Ворріорс | 74  | 74  | 34.0 | .433 | .320 | .787 | 10.0 | 1.4 | .6  | .4  | 14.0 |
| 2006–07 | Голден-Стейт Ворріорс | 26  | 17  | 25.7 | .450 | .373 | .712 | 6.0  | 2.3 | .8  | .7  | 8.9  |
| 2006–07 | Індіана Пейсерз       | 42  | 31  | 28.2 | .461 | .409 | .772 | 6.1  | 1.6 | .6  | .6  | 11.1 |
| 2007–08 | Індіана Пейсерз       | 75  | 61  | 28.1 | .455 | .398 | .797 | 7.2  | 2.2 | .7  | .4  | 12.2 |
| 2008–09 | Індіана Пейсерз       | 73  | 73  | 34.0 | .475 | .450 | .826 | 11.8 | 2.4 | .8  | .5  | 14.3 |
| 2009–10 | Індіана Пейсерз       | 72  | 69  | 32.6 | .472 | .384 | .798 | 10.2 | 2.1 | 1.0 | .5  | 14.6 |
| 2010–11 | Нью-Джерсі Нетс       | 18  | 4   | 16.0 | .342 | .174 | .529 | 4.2  | .9  | .4  | .1  | 3.6  |
| 2010–11 | Бостон Селтікс        | 17  | 0   | 10.5 | .421 | .100 | .846 | 2.2  | .4  | .5  | .1  | 2.6  |
| 2011–12 | Лос-Анджелес Лейкерс  | 59  | 0   | 16.2 | .450 | .418 | .667 | 3.2  | .9  | .3  | .3  | 3.2  |
| 2012–13 | Даллас Маверікс       | 14  | 1   | 18.3 | .361 | .314 | .909 | 3.5  | .5  | .7  | .4  | 4.6  |
| Кар'єра |                       | 729 | 482 | 27.3 | .445 | .388 | .785 | 7.8  | 1.5 | .7  | .4  | 10.8 |

#### Плей-оф
| Сезон   | Команда              | GP | GS | MPG | FG%   | 3P%   | FT%  | RPG | APG | SPG | BPG | PPG |
| ------- | -------------------- | -- | -- | --- | ----- | ----- | ---- | --- | --- | --- | --- | --- |
| 2011    | Бостон Селтікс       | 1  | 0  | 3.0 | .000  | .000  | .000 | 1.0 | .0  | .0  | .0  | .0  |
| 2012    | Лос-Анджелес Лейкерс | 4  | 0  | 3.8 | 1.000 | 1.000 | .000 | .8  | .0  | .0  | .0  | .8  |
| Кар'єра |                      | 5  | 0  | 3.4 | 1.000 | 1.000 | .000 | .8  | .0  | .0  | .0  | .6  |